# Megalognatha elegans
Megalognatha elegans es una especie de insecto coleóptero de la familia Chrysomelidae.
Fue descrita científicamente en 1878 por Baly.